# Вязищи (Псковская область)
Вязищи — деревня в северной части Порховского района Псковской области. Входит в состав сельского поселения «Дубровенская волость».
Расположена на реке Степеринке, притоке Удохи в 35 км к северу от центра города Порхов.
Численность населения деревни на конец 2000 года составляла 26 человек.

В деревне один из значимых объектов ставка  Императора Федерации Златославии Артемия I.